# Tione di Trento
Tione di Trento es una localidad y comune italiana de la provincia de Trento, región de Trentino-Alto Adigio, con 3.598 habitantes.

## Evolución demográfica
| Gráfica de evolución demográfica de Tione di Trento entre 1861 y 2001 |
|                                                                       |
| Fuente ISTAT - elaboración gráfica de Wikipedia                       |